# 삼 (위만조선)
삼(參, ? ~ 기원전 99년)은 위만조선의 관료이다. 관직인 이계상(尼谿相)을 붙여 이계상 삼으로 부르기도 한다.

## 개요
전한 무제가 위만조선을 징벌하자 최(最)를 시켜 기원전 108년 6월 우거왕을 죽이고 전한에 투항하였고, 홰청후(澅淸侯)에 봉해졌다. 당시에 우거왕은 삼한과 한나라의 교역을 가로막고 이권을 챙기고 있었다. 아마도 삼(參)은 이러한 우거왕의 정책에 반대하였던 세력 가운데 하나였다고 비정된다. 천한 2년(기원전 99년), 달아난 조선인 포로를 숨긴 죄로 하옥되어 병사하였다.

## 같이 보기
- 위만조선
- 위만
- 우거왕
- 장항
- 한음
- 왕겹
- 최

## 참고 문헌
- 사마천 (기원전1~2세기). 〈권제115 조선열전(朝鮮列傳) / (漢文本)〉. 《사기》.
- 한서 (漢書)
- 한국사강좌(韓國史講座) Ⅰ―古代篇―(李基白‧李基東, 一潮閣, 1982)
- 위씨조선흥망고 (衛氏朝鮮興亡考) (李丙燾, 서울大學校論文集 人文社會科學 4, 1956; 韓國古代史硏究, 博英社, 1976)
- 위만조선관계 중국측사료에 대한 재검토 (衛滿朝鮮關係 中國側史料에 대한 再檢討) (金翰奎, 釜山女子大學論文集 8, 1980)
- 고대의 서북조선과 위만조선국의 정치사회적 성격 (古代の西北朝鮮と衛氏朝鮮國の政治‧社會的性格) (三上次男, 中國古代史の諸問題, 1954;古代東北アジア史硏究, 1966)